# ژمنووودا (استان لهستان بزرگ‌تر)
ژمنووودا (به لهستانی:  Zimnowoda) یک روستا در لهستان است که در گمینا بورک ویلکوپولسکی واقع شده‌است. ژمنووودا ۲۱۰ نفر جمعیت دارد.